# Dmytro Kosynsky
Dmytro Kosynsky (en ukrainien : Дмитро Косинський), né le 31 mars 1989, est un athlète ukrainien spécialiste du lancer du javelot.

## Carrière
Il remporte les championnats ukrainiens juniors en 2008 en réalisant 70,58 m. Il est sélectionné pour ses premiers Championnats du monde juniors à Bydgoszcz où il est finaliste (7e) avec un lancer à 69,59 m.
Il commence l'année 2011 par une victoire aux Championnats d'Ukraine hivernaux avec un lancer à 81,22 m et, le 20 mars, termine deuxième, dans sa catégorie, de la Coupe d'Europe hivernale des lancers avec 79,90 m. Sélectionné en 2011 dans l'équipe d'Ukraine lors des Championnats d'Europe par équipes de Stockholm, Dmytro Kosynsky remporte le concours du javelot avec un jet à 81,29 m, record des championnats. Peu avant, fin mai à Yalta, lors de la Coupe d'Ukraine, il avait battu le record d'Ukraine espoirs, en dépassant les 83 m. Entretemps, il avait réalisé deux lancers au-dessus des 80 m, à Bydgoszcz lors du Festival européen d'athlétisme, puis à Istanbul. Il ne termine que 5e du Mémorial Znamensky le 3 juillet et peine à se qualifier à Ostrava pour la finale des Championnats d'Europe espoirs, avec 78,09 m (8e). Sa saison est prématurément terminée.

### Palmarès
| Date | Compétition                          | Lieu           | Résultat | Marque  |
| ---- | ------------------------------------ | -------------- | -------- | ------- |
| 2008 | Championnats du monde juniors        | Bydgoszcz      | 7e       | 69,59 m |
| 2010 | Championnats d'Europe                | Barcelone      | 12e      | 73,26 m |
| 2011 | Coupe d'Europe hivernale des lancers | Sofia          | 2e       | 79,90 m |
| 2011 | Championnats d'Europe par équipes    | Stockholm      | 1er      | 81,29 m |
| 2016 | Jeux olympiques                      | Rio de Janeiro | 5e       | 83,95 m |

### Records
| Épreuve           | Performance | Lieu  | Date         |
| ----------------- | ----------- | ----- | ------------ |
| Lancer du javelot | 84,08 m     | Paris | 27 août 2016 |